# Leskeodon seramensis
Leskeodon seramensis là một loài rêu trong họ Daltoniaceae. Loài này được H. Akiy. mô tả khoa học đầu tiên năm 1990.